# Glad IJs (spelprogramma)
Glad IJs was een spelprogramma dat in 1991 door de KRO werd uitgezonden op de Nederlandse televisie. Het werd gepresenteerd door Berend Boudewijn en gespeeld door een min of meer vast kern van spelers.
Glad IJs was een van de eerste Nederlandstalige televisieprogramma op basis van geïmproviseerd spel. Het is mede geïnspireerd op het eerdere Nederlandse Improvisaties dat Berend Boudewijn al in 1969 presenteerde, en succesvolle Britse format Whose Line Is It Anyway? van de BBC. Het programma was mede verantwoordelijk voor de groeiende populariteit van theatersport en andere vormen van improvisatietheater.

## Vergelijkbare programma's
- Improvisaties
- De Lama's
- De vloer op
- Kannibalen
- Onvoorziene Omstandigheden
- In goed gezelschap

## Voetnoten
1. ↑  Van Glad IJs is geen online videomateriaal voorhanden, maar er is nog wel beeldmateriaal bewaard bij Beeld en Geluid in Hilversum. De feitelijke informatie m.b.t. de productiegegevens zijn ontleend aan de Wiki van Beeld en Geluid conform de gestelde Creative Commons Naamsvermelding-Gelijk Delen licentie.